# サテレラ科
サテレラ科（－か、Sutterellaceae）はPseudomonadota門ベータプロテオバクテリア綱バークホルデリア目の科の一つである。
グラム陰性、オキシダーゼ及びカタラーゼ陰性、且つ微好気性又は好気性細菌である。
主なイソプレノイドキノンはメチルメナキノン-5(MMK-5)又はメチルメナキノン-6(MMK-6)である。

## 下位分類（属）
サテレラ科は以下の属を含む(2024年7月現在)。

### IJSEMに正式承認されている属
- Mesosutterella　メソサテレラ属

Sakamoto et al. 2018 (IJSEMリストに記載 2019)
- Parasutterella　パラサテレラ属

Nagai et al. 2009 (IJSEMリストに記載 2009)
- Sutterella　サテレラ属

Wexler et al. 1996 (IJSEMリストに記載 1996)
- Turicimonas

Lagkouvardos et al. 2017 (IJSEMリストに記載 2017)

### IJSEMに未承認の属
- "Dakarella"

Dione et al. 2017
- "Duodenibacillus"

Mailhe et al. 2017